# گنبدوار هکاته

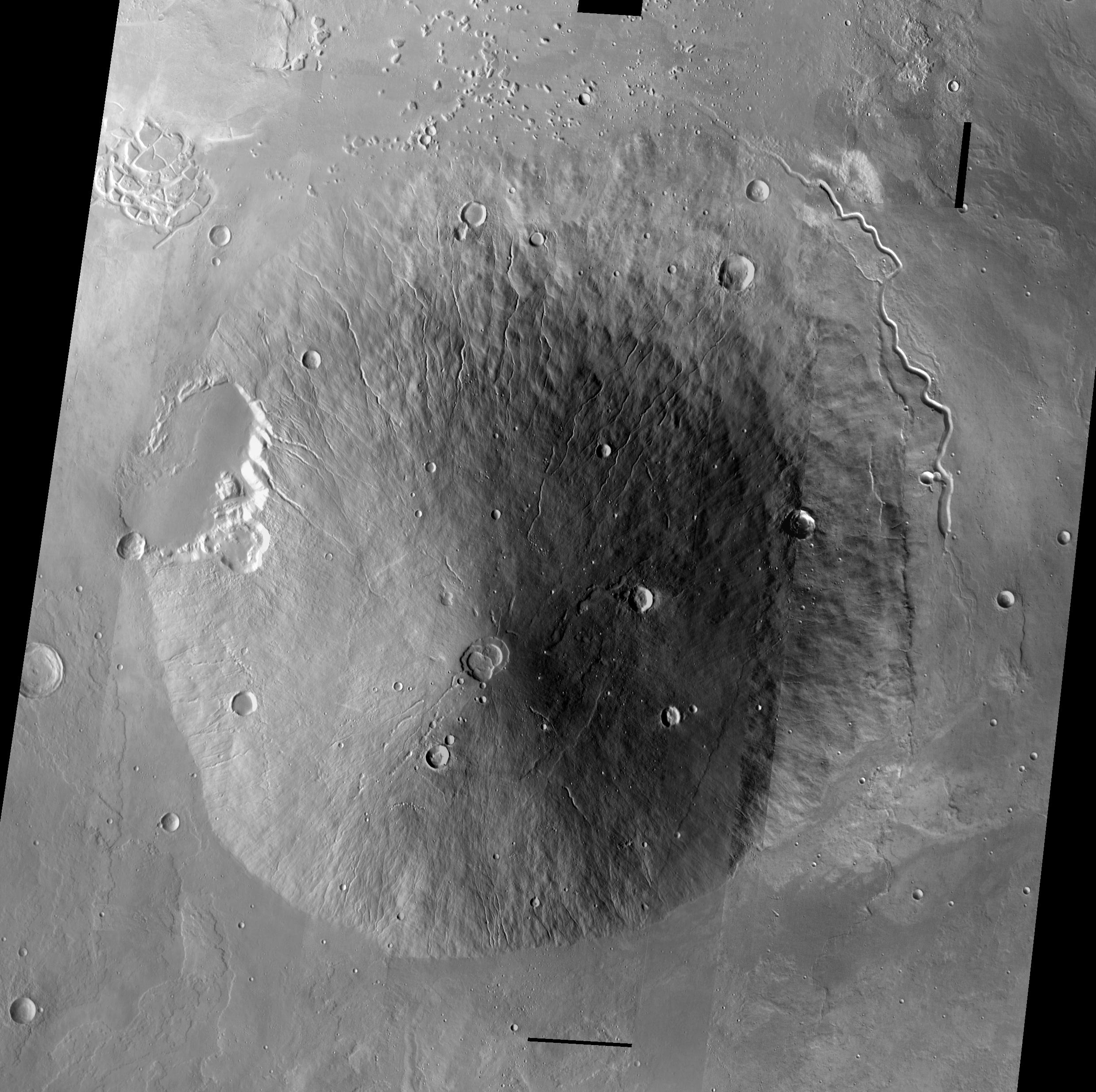
گنبدوار هکاته بر روی کره بهرام. نگاره از: نقشه‌بردار سراسر مریخ.

گُنبَدوار هِکاته (Hecates Tholus) یک آتشفشان بر سطح کره مریخ است که در نیم‌کره شمالی این سیاره واقع شده‌است.
مأموریت مارس اکسپرس بنگاه فضایی اروپایی نشان داده‌است که ۳۵۰ میلیون سال پیش در این مکان انفجار آتشفشانی بزرگی رخ داده‌است.
این انفجار یک کاسه آتشفشانی به قطر ۱۰ کیلومتر پدید آورده‌است. دانشمندان گمان می‌کنند که نهشته‌های یخچالی بعدها بخشی از این کاسه و یک فرونشست مجاور را پر کرده‌اند.
این امر در حدود ۵ تا ۲۰ میلیون سال پیش رخ داده‌است.
نمودارهای آب‌وهوایی نشان می‌دهد که امروزه یخ بر روی گنبدوار هکاته وضعیت پایداری ندارد و این نشان‌دهنده دگرگونی‌های آب‌وهوایی از زمانی است که یخچال‌های طبیعی فعال بودند.
کانال‌های مارپیچی نیز بر روی گنبدوار هکاته دیده می‌شوند که به نظر می‌آید در اثر جریانات مواد گداخته ایجاد شده باشند.
دکتر عباس کنگی، عضو هیئت علمی دانشگاه آزاد اسلامی شاهرود و پژوهشگر ایرانی زمین‌شناسی سیاره‌ای، در سال ۲۰۰۷ میلادی با بررسی داده‌های فضاپیمای مارس اکسپرس ناسا از گنبدوار هکاته، توانست یک پدیده گِل‌فشان به‌جامانده از فعالیت‌های آتشفشانی در سطح سیاره مریخ کشف کند.
این که احتمالاً نخستین گزارش علمی از وجود گل فشان در سطح سیاره بهرام است، در قالب مقاله‌ای در شماره ماه مه ۲۰۰۷ مجله علمی فرهنگستان بین‌المللی کیهان‌نوردی ارائه شده‌است.

## نگارخانه

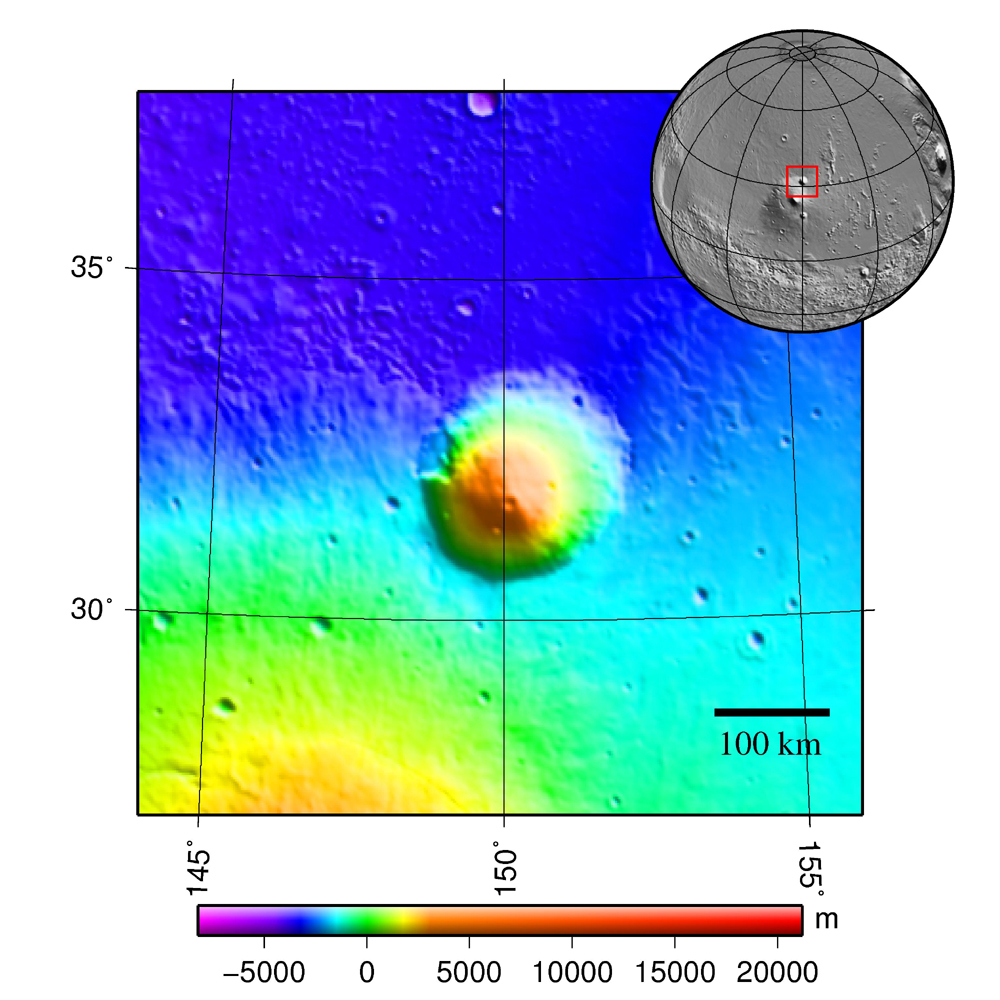